# Annika de Ruvo
Annika Barbro Cecilia de Ruvo, född 7 november 1940 i Göteborg, är en svensk TV-producent och manusförfattare. Hon är upphovsman till teknik- och vetenskapsserien Hjärnkontoret med flera program riktade till barn på SVT. Mor till Rebecca de Ruvo. Hon var sambo med skådespelaren Ola Lindegren.
Annika de Ruvo promoverades 2002 till hedersdoktor vid Chalmers tekniska högskola.

## Urval produktioner
- Alexandra 1969
- Vi har långt till kiosken förstås 1970
- Mockasinen 1971
- Hej skolan 1972
- Mathjulet 1972
- Jacob Dunderskägg 1973
- Bulleribock 1974
- Kroppen 1975
- Maten och kroppen 1976
- Kolja med persilja 1977
- Sjukt, sa kroppen 1979
- Kåldolmar och kalsipper 1980
- Stjärnhuset 1981
- Druvan 1988
- Myggan 1992
- Strapazzo 1993
- Hjärnkontoret 1994
- Nu är det nu! 2001